# Championnats de France de patinage artistique 2023
Navigation
Championnats de France 2022 Championnats de France 2024
Les championnats de France de patinage artistique 2023 ont lieu du 15 au 17 décembre 2022 à la patinoire de l'Île Lacroix à Rouen.
La patinoire de l'Île Lacroix a déjà accueilli les championnats de France en 1994 pour les épreuves du simple messieurs, simple dames et couple artistique.
Les championnats accueillent le patinage artistique, la danse sur glace et le patinage synchronisé. Les championnats de France de ballet sur glace et de patinage de vitesse sur piste courte sont aussi organisés en même temps.

## Faits marquants
- Les septuples champions de danse sur glace, Gabriella Papadakis et Guillaume Cizeron, décident de faire l'impasse sur cette saison post-olympique. Ils sont donc absents à ces championnats nationaux.

- Le patineur monégasque Davide Lewton-Brain est invité pour la cinquième fois à participer à la compétition masculine, après les éditions 2018, 2019, 2021 et 2022. Les patineurs Andrii Kokura et Yuki Kunikata, respectivement ukrainien et japonais, sont également invités.

## Podiums
| Épreuves                            | Or                                    | Argent                             | Bronze                     |
| Messieurs résultats détaillés       | Adam Siao Him Fa                      | Kevin Aymoz                        | François Pitot             |
| Dames résultats détaillés           | Léa Serna                             | Lorine Schild                      | Maïa Mazzara               |
| Couples résultats détaillés         | Camille Mendoza / Pavel Kovalev       | Oxana Vouillamoz / Flavien Giniaux | Aurélie Faula / Théo Belle |
| Danse sur glace résultats détaillés | Evgeniia Lopareva / Geoffrey Brissaud | Loicia Demougeot / Théo Le Mercier | Lou Terreaux / Noé Perron  |

## Résultats

### Messieurs
| Rang    | Nom                 | Points | Programme court | Programme court | Programme libre | Programme libre |
| ------- | ------------------- | ------ | --------------- | --------------- | --------------- | --------------- |
| 1       | Adam Siao Him Fa    | 279.36 | 1               | 96.42           | 1               | 182.94          |
| 2       | Kevin Aymoz         | 256.61 | 2               | 82.91           | 2               | 173.70          |
| 3       | François Pitot      | 213.01 | 3               | 69.63           | 4               | 143.38          |
| 4       | Landry Le May       | 208.21 | 7               | 64.82           | 3               | 143.39          |
|         | Davide Lewton-Brain | 199.07 | 4               | 68.92           | 6               | 130.15          |
| 5       | Samy Hammi          | 193.45 | 9               | 61.99           | 5               | 131.46          |
| 6       | Corentin Spinar     | 188.85 | 10              | 61.45           | 7               | 127.40          |
| 7       | Xavier Vauclin      | 185.26 | 6               | 67.05           | 8               | 118.21          |
|         | Yuki Kunikata       | 177.35 | 5               | 67.38           | 10              | 109.97          |
|         | Andrii Kokura       | 172.73 | 8               | 64.41           | 12              | 108.32          |
| 8       | Xan Rols            | 167.37 | 11              | 57.61           | 11              | 109.76          |
| 9       | Ian Vauclin         | 166.87 | 12              | 55.36           | 9               | 111.51          |
| 10      | Joshua Rols         | 150.96 | 14              | 50.83           | 13              | 100.13          |
| Abandon | Luc Economides      |        | 13              | 54.80           |                 |                 |

### Dames
| Rang | Nom                | Points | Programme court | Programme court | Programme libre | Programme libre |
| ---- | ------------------ | ------ | --------------- | --------------- | --------------- | --------------- |
| 1    | Léa Serna          | 181.92 | 1               | 62.39           | 1               | 119.53          |
| 2    | Lorine Schild      | 176.45 | 2               | 61.47           | 2               | 114.98          |
| 3    | Maïa Mazzara       | 163.21 | 4               | 51.49           | 3               | 111.72          |
| 4    | Maé-Bérénice Méité | 160.20 | 3               | 52.98           | 4               | 107.22          |
| 5    | Milana Mozeiko     | 148.83 | 5               | 48.95           | 5               | 99.88           |
| 6    | Clémence Mayindu   | 136.07 | 6               | 47.65           | 6               | 88.42           |

### Couples
| Rang | Nom                                | Points | Programme court | Programme court | Programme libre | Programme libre |
| ---- | ---------------------------------- | ------ | --------------- | --------------- | --------------- | --------------- |
| 1    | Camille Mendoza / Pavel Kovalev    | 178.31 | 1               | 60.27           | 1               | 118.04          |
| 2    | Oxana Vouillamoz / Flavien Giniaux | 152.07 | 2               | 57.41           | 2               | 94.66           |
| 3    | Aurélie Faula / Théo Belle         | 132.97 | 3               | 49.91           | 3               | 83.06           |

### Danse sur glace
| Rang | Nom                                   | Points | Danse rythmique | Danse rythmique | Danse libre | Danse libre |
| ---- | ------------------------------------- | ------ | --------------- | --------------- | ----------- | ----------- |
| 1    | Evgeniia Lopareva / Geoffrey Brissaud | 198.09 | 1               | 76.87           | 1           | 121.22      |
| 2    | Loicia Demougeot / Théo Le Mercier    | 188.89 | 2               | 75.95           | 2           | 112.94      |
| 3    | Lou Terreaux / Noé Perron             | 168.45 | 4               | 65.59           | 4           | 102.86      |
| 4    | Natacha Lagouge / Arnaud Caffa        | 167.70 | 3               | 68.56           | 5           | 99.14       |
| 5    | Marie Dupayage / Thomas Nabais        | 154.35 | 6               | 48.13           | 3           | 106.22      |
| 6    | Elise Montaner / Linus Jepsen         | 138.64 | 5               | 51.01           | 6           | 87.63       |

## Source
Résultats des championnats de France 2023 sur le site csndg.org